# Слуцкая конфедерация
Слуцкая конфедерация — союз грекокатолической, кальвинистской, лютеранской и православной шляхты Великого княжества Литовского, образованный в Слуцке, где правили магнаты-протестанты, 20 марта 1767 года. Важную роль в её деятельности играл фактически единственный православный епископ Речи Посполитой Георгий Конисский, хотя формально он членом, не будучи шляхтичем, не являлся.
Конфедерация была инициирована русским правительством для достижения перелома в диссидентском вопросе — уравнении прав неримокатоликов с римокатоликами. В 1766 году русское правительство подняло вопрос о равенстве христианских вероисповеданий Речи Посполитой и сохранении liberum veto, когда каждый депутат сейма или сеймика мог высказать несогласие с любым постановлением сейма, означавшее прекращение заседания и отмену всех принятых решений. Православные составляли меньшинство шляхты, и могли отстоять свои права благодаря liberum veto.
Польский сейм не принял предложений русского правительства, и в Речь Посполитую были введены русские войска. При активном участии российского посла Н. В. Репнина 20 марта 1767 года создана конфедерация с кальвинистской шляхтой во главе. Учреждение происходило в Слуцком Свято-Троицком монастыре. Был избран маршалок — Я. Грабовский. Акт конфедерации подписали 248 человек, среди которых белорусский епископ Георгий Конисский, генерал литовского войска Т. Грабовский и др. Российская императрица Екатерина II приняла конфедерацию под «императорскую протекцию» и прислала ей в поддержку 20-тысячный корпус.
Аналогичная конфедерация под покровительством Пруссии была создана в польском городе Торуне. Противники России и Пруссии организовали свою конфедерацию в украинском городе Баре.
Результатом Слуцкой конфедерации явилось равенство в правах униатов, православных и протестантов с римокатоликами, утвержденное в феврале 1768 года сеймом Речи Посполитой.